# Benteler-Arena
La Home-Deluxe-Arena (anciennement Benteler Arena, Energieteam Arena et Paragon Arena) est un stade de football situé à Paderborn dans le Land de Rhénanie-du-Nord-Westphalie en Allemagne.

## Histoire
Il servira de terrain d'entraînement à l'équipe de France de football pendant l'Euro 2024.

## Galerie

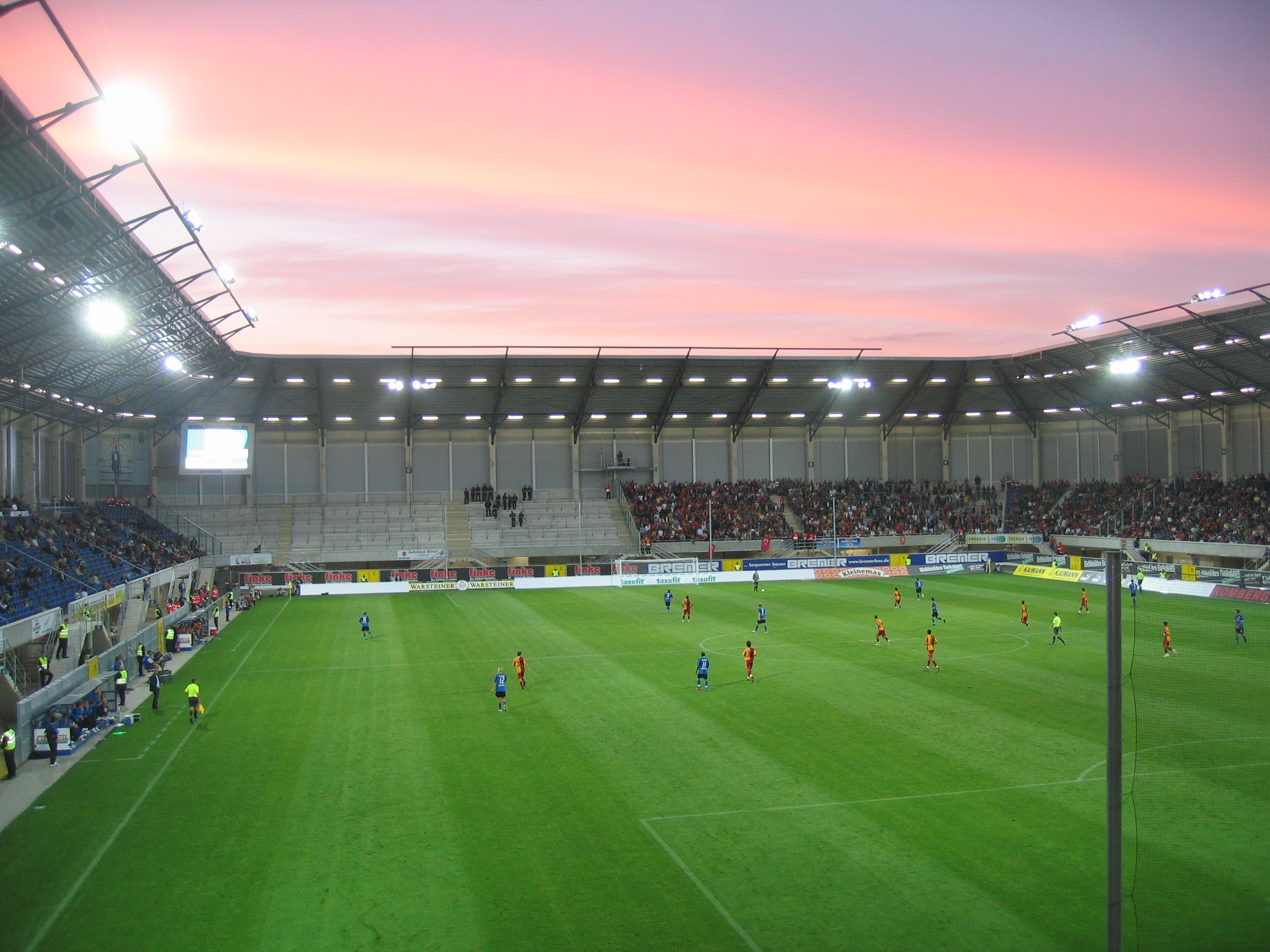
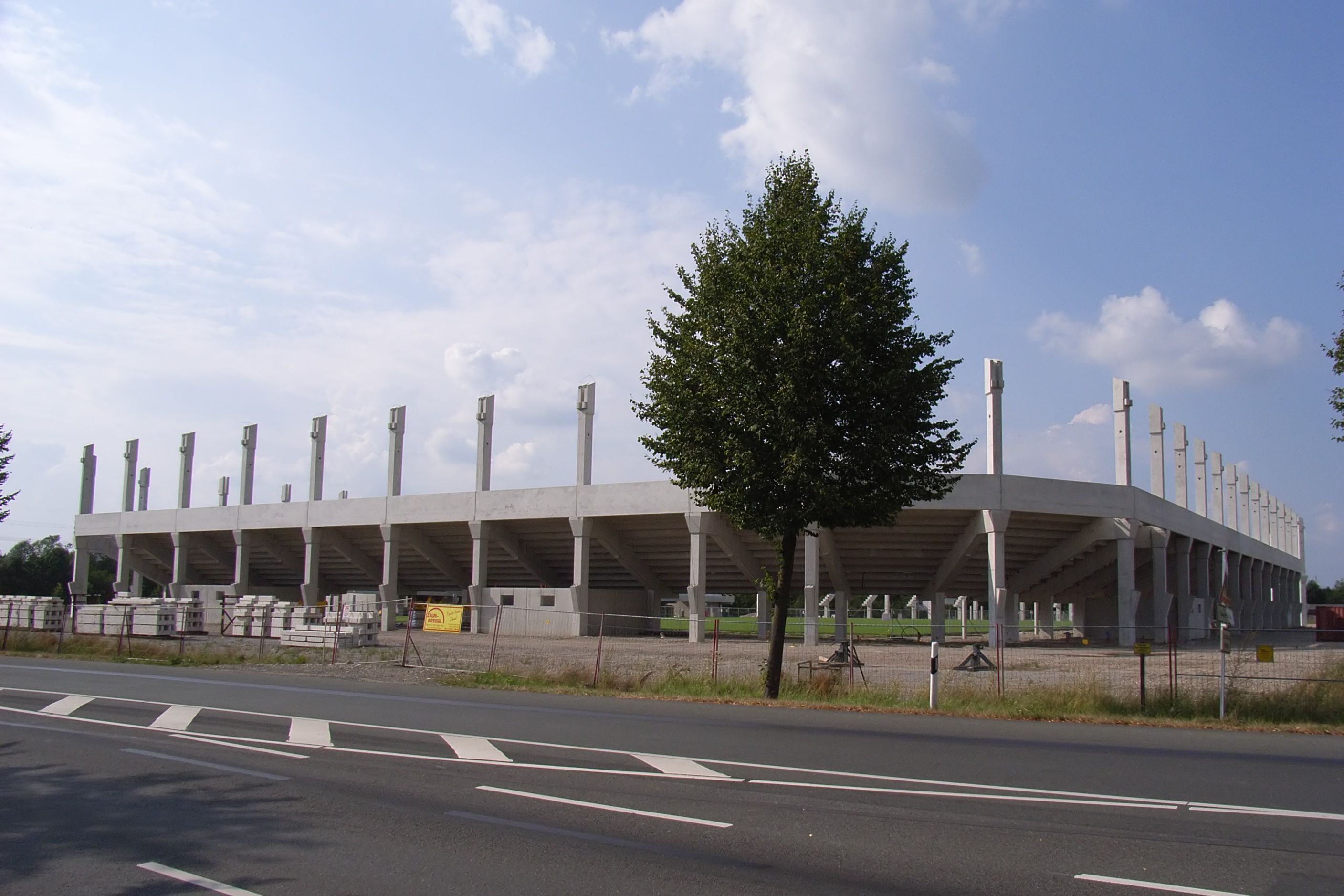
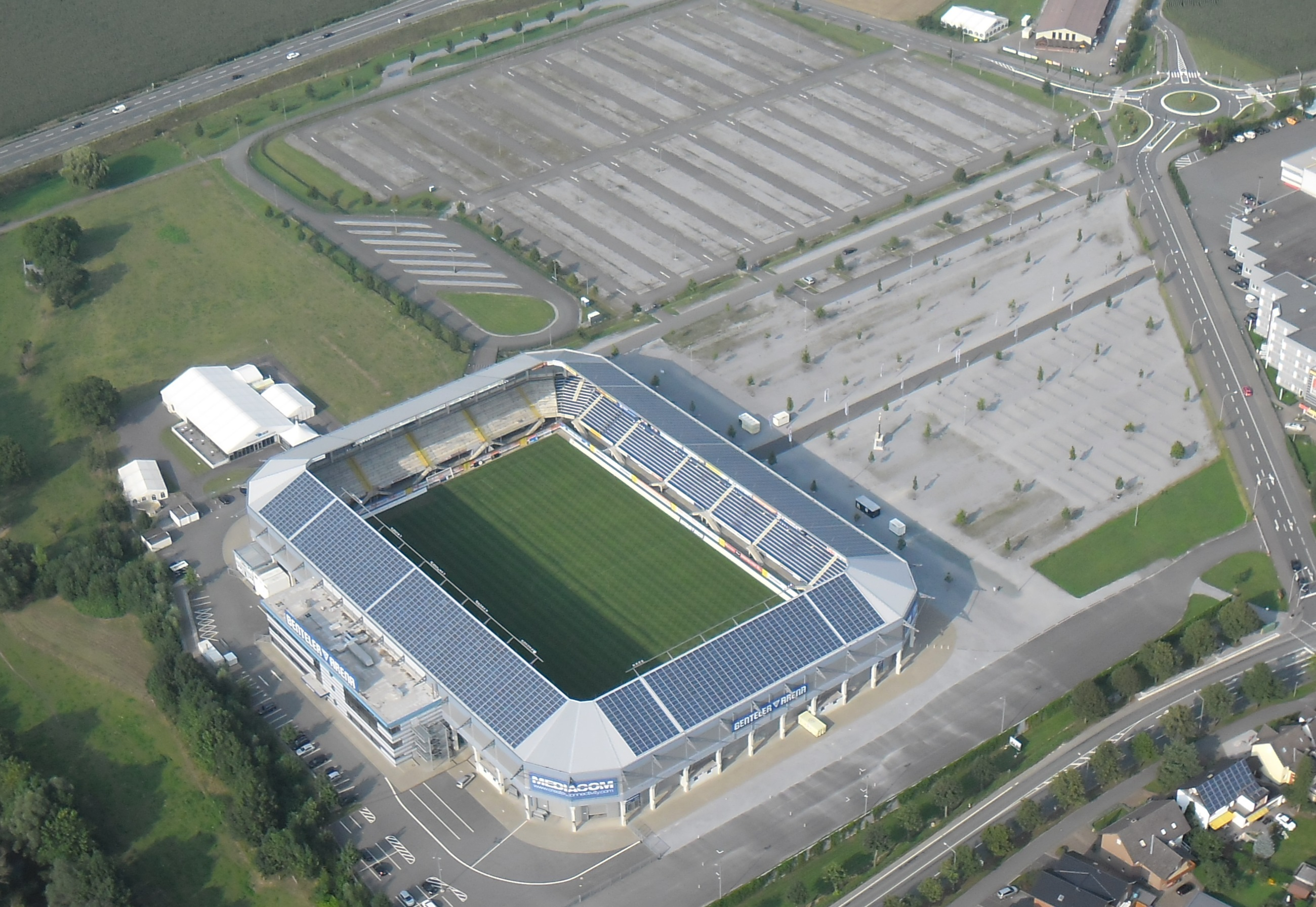